# 入山瀬 (掛川市)
入山瀬（いりやませ）は、静岡県掛川市にある大字。

## 地理
静岡県掛川市の南部に位置する。合併前の旧大東町においては北西部に位置していた。南北に細長い形状の大字であり、領域内には小笠山の山頂が位置している。北から西にかけては小笠山の山林が大半を占めており、東には佐束山が存在することから、三方を山々に囲まれている。北西には小笠池が水を湛えており、そこから南に向かって下小笠川が流れ出でている。南東には下小笠川の流れに沿って人家や田畑がみられる。
近隣には大字の名称と集落の名称とが合致していない地が散見されるが、入山瀬においては大字としての住所表記は「入山瀬」と記され、集落としても同じく「入山瀬」と呼ばれている。なお、集落としての入山瀬は、掛川市の自治区である上土方区に属している。

### 山岳
- 小笠山

### 湖沼
- 小笠池

### 河川
- 下小笠川[4]

## 歴史
「入山瀬」という地名は、戦国時代には使用例がみられる。たとえば、延徳年間の乾坤院の授戒記録『小師帳』には入山瀬についての記述が遺されている。入山瀬と呼ばれている地には、もともとは自然村である遠江国城東郡入山瀬村が置かれていた。入山瀬村は、江戸時代に入ると横須賀藩領となり、天和2年に幕府領となり、のちに掛川藩領となった。青野家と角替家が庄屋を務めていたが、のちに青野家と山下家が務めることになった。内山真龍の『遠江国風土記伝』によれば、入山瀬村の当時の石高は463石1斗2升1合であったとされている。農業が盛んであり、米をはじめとする五穀、蕎麦、胡麻、牛蒡、蕗、萵苣、藍、木綿などが栽培されていた。また、松茸も産出していた。明治元年には駿府藩領となり、明治2年には静岡藩領となった。
町村制が施行された1889年（明治22年）時点で、この地は静岡県城東郡土方村の一部となっていた。従来の自然村である入山瀬村は、同年に土方村の大字に移行している。入山瀬は三方を山に囲まれており、当時は交通の便が悪く茶葉の出荷などに支障をきたしていた。これを受け、政治家の靑野卯吉は風吹トンネルの建設に奔走した。その結果、1900年（明治33年）より工事が開始され、岩井寺と入山瀬とを結ぶ素掘りのトンネルを2年がかりで完成させた。その後の度重なる市町村合併を経て、1973年（昭和48年）4月よりこの地は大東町の一部となった。1999年（平成11年）に岩井寺と入山瀬とを結ぶ風吹バイパスが開通したため、それ以降は風吹トンネルを通る旧道は利用されなくなった。さらに大東町が掛川市、大須賀町と合併することになり、2005年（平成17年）4月よりこの地は掛川市の一部となった。

### 沿革
- 1871年 - 城東郡が静岡県に移管。
- 1871年 - 城東郡が浜松県に移管。
- 1876年 - 城東郡が静岡県に移管。

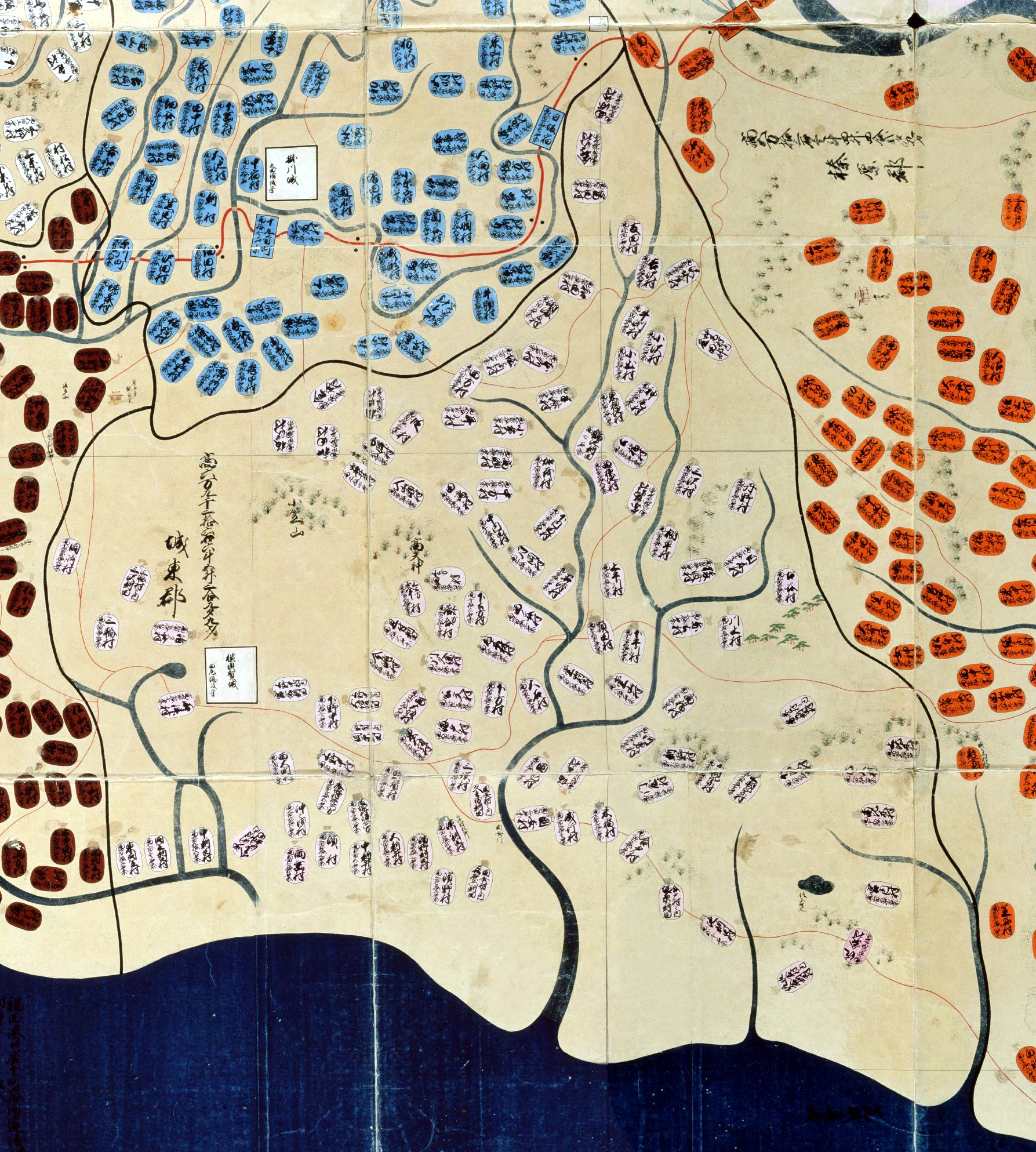
江戸時代に描かれた「遠江國」（『天保國繪圖』天保9年）。城東郡の村は薄桃色で示されており「入山瀨村」がみえる

- 1889年 - 静岡県城東郡下土方村、入山瀬村、今滝村、上土方村、川久保村の大部分、中村の一部が合併して土方村を設置。土方村の大字として入山瀬を設置[7][9]。
- 1896年 - 静岡県佐野郡、城東郡が合併して小笠郡を設置。
- 1955年 - 静岡県小笠郡佐束村、土方村が合併して城東村を設置。
- 1973年 - 静岡県小笠郡大浜町、城東村が合併して大東町を設置。
- 1999年 - 風吹バイパス竣工[16]。
- 2005年 - 静岡県掛川市、小笠郡大東町、大須賀町が合併して掛川市を設置。

## 世帯数と人口
2024年（令和6年）11月末日現在の世帯数と人口は以下の通りである。
| 大字   | 世帯数  | 人口  |
| ------ | ------- | ----- |
| 入山瀬 | 155世帯 | 465人 |

## 事業所
2021年（令和3年）現在の事業所数と従業員数は以下の通りである。
| 大字   | 事業所数 | 従業員数 |
| ------ | -------- | -------- |
| 入山瀬 | 8事業所  | 64人     |

## 小・中学校の学区
公立小・中学校に通う場合、学区は以下の通りとなる。
| 番地 | 小学校             | 中学校             |
| ---- | ------------------ | ------------------ |
| 全域 | 掛川市立土方小学校 | 掛川市立城東中学校 |

## 交通

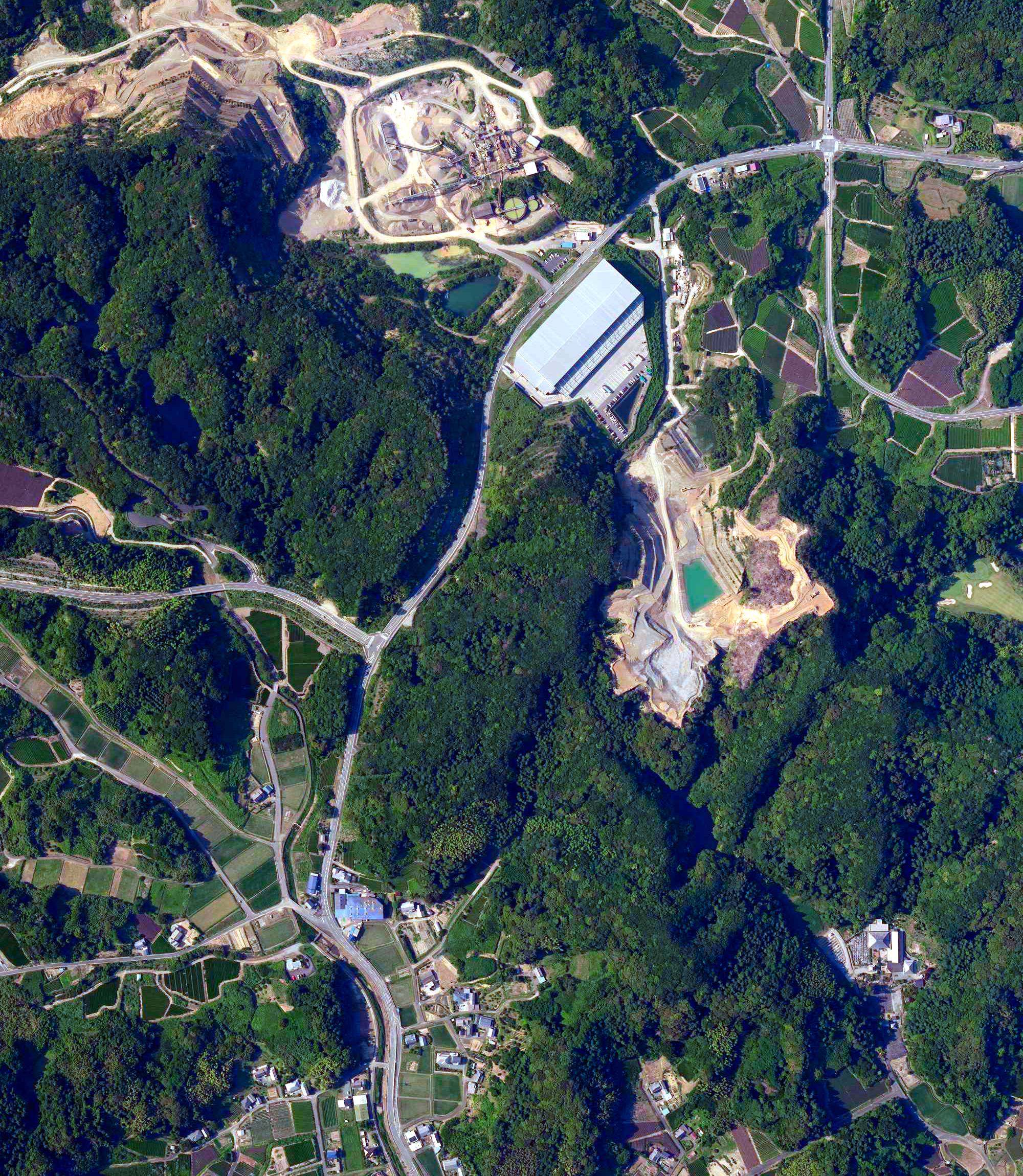
静岡県掛川市岩井寺‐入山瀬付近の静岡県道249号掛川大東大須賀線（2020年6月16日撮影）。右上から左上を経て左下に向かうのが風吹バイパス、右上から右下を経て左下に向かうのが風吹トンネルを通る旧道である

### バス
- しずてつ掛川大東浜岡線 - 小笠山入口停留所、菅ヶ谷停留所、入山瀬停留所
- 掛川市自主運行バス掛川大須賀線（西大谷回り） - 小笠神社入口停留所

### 道路
- 静岡県道249号掛川大東大須賀線
- 静岡県道251号袋井小笠線
- 静岡県道409号大須賀掛川停車場線

## 施設
- 上土方コミュニティセンター[19]
- 小笠神社[20]
- 宝寿庵[21]

## 史跡
- 小笠山砦

## その他

### 郵便
- 郵便番号：437-1438[2]（集配局：遠江大東郵便局）

### 警察
警察の管轄区域は以下の通りである。
| 番地 | 警察署     | 交番・駐在所 |
| ---- | ---------- | ------------ |
| 全域 | 掛川警察署 | 城東駐在所   |

### 消防
消防の管轄区域は以下の通りである。
| 番地 | 消防署・分署 | 消防団分団   |
| ---- | ------------ | ------------ |
| 全域 | 南消防署     | 大東第四分団 |

### 自衛隊
陸上自衛隊の管轄区域は以下の通りである。
| 番地 | 方面隊     | 師団・旅団 | 部隊               |
| ---- | ---------- | ---------- | ------------------ |
| 全域 | 東部方面隊 | 第一師団   | 第三十四普通科連隊 |

### 註釈
1. ↑  今日では「遠江国風土記伝」と表記するのが一般的であるが、1900年に発行された『逺江國風圡記傳』では「逺江國風圡記傳」との表記を用いているため、同書に関する出典表記はそれに倣った。